# Becky Kellar
Becky Kellar, född den 1 januari 1975 i Hagersville i Kanada, är en kanadensisk ishockeyspelare.
Hon tog OS-guld i damernas ishockeyturnering i samband med de olympiska ishockeytävlingarna 2002 i Salt Lake City.